# Fútbol en los Juegos Maccabiah
El fútbol es una de las modalidades de los Juegos Maccabiah, que siempre ha sido parte de los juegos desde la edición de 1932. Participa los seleccionados nacionales de las naciones judías. El torneo de fútbol femenino se celebra desde la edición de 2005.

## Palmarés
| Año  | Sede                           | Disputa por el oro | Disputa por el oro | Disputa por el oro             | Disputa por el bronce          | Disputa por el bronce           | Disputa por el bronce           |
| Año  | Sede                           | Oro                | Resultado          | Plata                          | Bronce                         | Resultado                       | Cuarto lugar                    |
| ---- | ------------------------------ | ------------------ | ------------------ | ------------------------------ | ------------------------------ | ------------------------------- | ------------------------------- |
| 1932 | Mandato británico de Palestina | Polonia            | 3–2                | Mandato Británico de Palestina | solo dos naciones participaron | solo dos naciones participaron  | solo dos naciones participaron  |
| 1950 | Israel                         | Israel             | 2–1                | Sudáfrica                      | Reino Unido                    | 3–2                             | Suiza                           |
| 1953 | Israel                         | Israel             | 4–0                | Sudáfrica                      | Reino Unido                    | 6–2                             | Francia                         |
| 1957 | Israel                         | Israel             | 8–0                | Reino Unido                    | Francia                        | solo tres naciones participaron | solo tres naciones participaron |
| 1961 | Israel                         | Reino Unido        | 2–1                | Israel                         | Sudáfrica                      | 7–2                             | Suiza                           |
| 1965 | Israel                         | Israel             | 5–0                | Reino Unido                    | México                         |                                 | Argentina                       |
| 1969 | Israel                         | Israel             | 1–0                | Argentina                      | Reino Unido                    | 6–2                             | Dinamarca                       |
| 1973 | Israel                         | Israel             | 3–1                | México                         | Brasil                         | 1–0                             | Sudáfrica                       |
| 1977 | Israel                         | Israel             | 6–0                | Países Bajos                   | Sudáfrica                      | 2–0                             | Brasil                          |
| 1981 | Israel                         | Sudáfrica          | 3–1                | Estados Unidos                 | Israel                         | 5–4                             | Reino Unido                     |
| 1985 | Israel                         | Israel             | 3–1                | Países Bajos                   | Sudáfrica                      | 4–1                             | Argentina                       |
| 1989 | Desconocido                    | Desconocido        | Desconocido        | Desconocido                    | Desconocido                    | Desconocido                     | Desconocido                     |
| 1993 | Israel                         | Israel             |                    | Argentina                      | Estados Unidos                 |                                 |                                 |
| 1997 | Israel                         | Brasil             |                    | Suecia                         | Francia 1 Países Bajos 1       |                                 |                                 |
| 2001 | Israel                         | Argentina          | 2–1                | México                         | Israel                         | 2–1                             | Australia                       |
| 2005 | Israel                         | Israel             | 2–0                | Estados Unidos                 | México                         | 2–0                             | Brasil                          |
| 2009 | Israel                         | Argentina          | 1–1 (3–2 pen.)     | Reino Unido                    | Israel                         | 7–1                             | México                          |
| 2013 | Israel                         | Estados Unidos     |                    | Argentina                      | Canadá                         |                                 |                                 |
| 2017 | Israel                         | Estados Unidos     | 3–0                | Reino Unido                    | Israel                         | 1–1 (5–3 pen.)                  | México                          |
| 2022 | Israel                         | Uruguay            | 3-2                | Estados Unidos                 | Argentina                      |                                 | Francia                         |

1. Ambos países compartieron la medalla de bronce.

## Títulos por selección
※ Países clasificados por el total de medallas obtenidas, incluidas las no oficiales (1900 y 1904).

※ Incluye Palestina obligatoria bajo Israel
| Posición | País           | Oro | Plata | Bronce | Total |
| -------- | -------------- | --- | ----- | ------ | ----- |
| 1        | Israel         | 11  | 1     | 5      | 16    |
| 2        | Argentina      | 2   | 3     | 0      | 5     |
| 3        | Estados Unidos | 2   | 1     | 1      | 4     |
| 4        | Reino Unido    | 1   | 4     | 3      | 8     |
| 5        | Sudáfrica      | 1   | 2     | 3      | 6     |
| 6        | Brasil         | 1   | 0     | 1      | 2     |
| 7        | Rumania        | 1   | 0     | 0      | 1     |
|          | Uruguay        | 1   | 0     | 0      | 1     |
| 8        | México         | 0   | 2     | 2      | 4     |
| 9        | Países Bajos   | 0   | 2     | 1      | 3     |
| 10       | Alemania       | 0   | 1     | 0      | 1     |
| 10       | Polonia        | 0   | 1     | 0      | 1     |
| 10       | Suecia         | 0   | 1     | 0      | 1     |
| 13       | Francia        | 0   | 0     | 2      | 2     |
| 14       | Canadá         | 0   | 0     | 1      | 1     |
| Total    | Total          | 19  | 19    | 19     | 57    |

## Torneo femenino

### Palmarés
| Año  | Sede   | Disputa por el oro | Disputa por el oro | Disputa por el oro | Disputa por el bronce | Disputa por el bronce | Disputa por el bronce |
| Año  | Sede   | Oro                | Resultado          | Plata              | Bronce                | Resultado             | Cuarto lugar          |
| ---- | ------ | ------------------ | ------------------ | ------------------ | --------------------- | --------------------- | --------------------- |
| 2005 | Israel | Israel             | 2-0                | Estados Unidos     | Australia             |                       |                       |
| 2009 | Israel | Estados Unidos     | 4-0                | Israel             | Canadá                | 3-1                   | Reino Unido           |
| 2013 | Israel | Estados Unidos     | 6-1                | Israel             | Canadá                | 3-0                   | Australia             |
| 2017 | Israel | Israel             | 2–1                | Estados Unidos     | Brasil                | 7–0                   | México                |

### Títulos por selección
| Posición | País           | Oro | Plata | Bronce | Total |
| -------- | -------------- | --- | ----- | ------ | ----- |
| 1        | Israel         | 2   | 2     | 0      | 4     |
| 1        | Estados Unidos | 2   | 2     | 0      | 4     |
| 3        | Canadá         | 0   | 0     | 2      | 2     |
| 4        | Australia      | 0   | 0     | 1      | 1     |
| 4        | Brasil         | 0   | 0     | 1      | 1     |